# Bustince-Iriberry
Bustince-Iriberry, en francés y oficialmente  (Buztintze-Hiriberri en euskera), es una comuna francesa, situada en el departamento de Pirineos Atlánticos, en la región de Aquitania. Pertenece al territorio histórico vascofrancés de Baja Navarra y al País de Cize, en la ruta del Camino de Santiago.
Administrativamente también depende del Distrito de Bayona y del Cantón de Montaña Vasca.
El ayuntamiento de las dos localidades que forman la comuna, Bustince e Iriberry, se encuentra situado en medio de dichas localidades.

## Demografía
| Gráfica de evolución demográfica de Bustince-Iriberry entre 1800 y 2012 |
|                                                                         |

Fuentes: Ldh/EHESS/Cassini e INSEE.